# Eokingdonella kaulbacki
Eokingdonella kaulbacki är en insektsart som först beskrevs av Boris Petrovich Uvarov 1939.  Eokingdonella kaulbacki ingår i släktet Eokingdonella och familjen gräshoppor. Inga underarter finns listade i Catalogue of Life.